# Elemento de un conjunto
En teoría de conjuntos, un elemento o miembro de un conjunto (o familia de conjuntos) es un objeto que forma parte de ese conjunto (o familia).

## Teoría de conjuntos y elementos

Diferencia entre elemento y subconjunto. El conjunto C está formado por dos elementos. El conjunto A está formado por cinco elementos (cinco figuras geométricas), y C, señalado con línea discontinua, es un subconjunto de A, C ⊆ A. El conjunto B, por el contrario, está formado por cuatro elementos: tres figuras geométricas y un conjunto, a saber, C. Por tanto, C, señalado con línea continua, es un elemento de B, C ∈ B.

Al escribir {\displaystyle A=\{1,2,3,4\}}, estamos diciendo que los elementos del conjunto {\displaystyle A} son los números 1, 2, 3 y 4. Un grupo de elementos de {\displaystyle A} sería, por ejemplo, {\displaystyle \{1,2\}}, el cual es un subconjunto de {\displaystyle A}.
Los elementos pueden ser conjuntos en sí mismos. Por ejemplo, consideremos el conjunto {\displaystyle B=\{1,2,\{3,4\}\}}. Los elementos de {\displaystyle B} no son 1, 2, 3, y 4; en efecto, {\displaystyle B} tiene solo tres elementos: 1, 2 y el conjunto {\displaystyle \{3,4\}}.
Los elementos de un conjunto pueden ser cualquier cosa. Por ejemplo, {\displaystyle C=\{\mathrm {\color {red}rojo} ,\mathrm {\color {green}verde} ,\mathrm {\color {blue}azul} \}}, es el conjunto cuyos elementos son los colores rojo, verde y azul.

## Notación y terminología

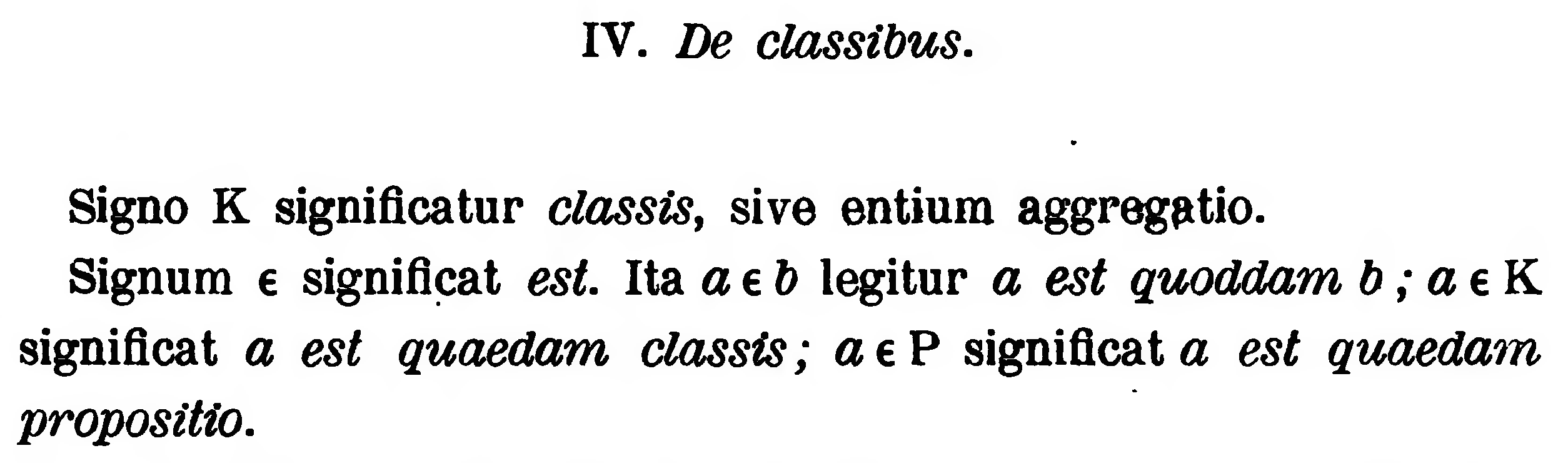
Primera utilización del símbolo por Giuseppe Peano

La relación «es un elemento de», también llamada miembro del conjunto, se denota mediante el símbolo {\displaystyle \in }, y al escribir
{\displaystyle x\in A}
estamos diciendo que {\displaystyle x} es un elemento de {\displaystyle A}.
El símbolo {\displaystyle \in } fue utilizado por primera vez por Giuseppe Peano en el año 1889 en su obra Arithmetices principia, nova methodo exposita, donde escribió (ver imagen abajo a la derecha)
Signum {\displaystyle \in } significat est. Ita {\displaystyle a\in b} legitur {\displaystyle a} est quoddam {\displaystyle b}; …
lo que aignifica
El símbolo {\displaystyle \in } significa es. Así, {\displaystyle a\in b} se lee {\displaystyle a} es un cierto {\displaystyle b}; ...
El símbolo es la letra griega epsilon minúscula (ε) estilizada, la primera letra de la palabra ἐστί, la tercera persona del signgular del verbo "ser" en griego antiguo.
Originalmente, la relación {\displaystyle x\in A} se leía «{\displaystyle x} es un cierto {\displaystyle A}». A día de hoy esta formulación subsiste en cierta medida, por ejemplo cuando traducimos {\displaystyle n\in \mathbb {N} } como «{\displaystyle n} es un cierto entero natural».
Hoy en día, se suele leer o escribir «{\displaystyle x} es un elemento de {\displaystyle A}», «{\displaystyle x} es un miembro de {\displaystyle A}», «{\displaystyle x} pertenece a {\displaystyle A}», «{\displaystyle x} es en {\displaystyle A}», «{\displaystyle x} reside en {\displaystyle A}», «{\displaystyle A} incluye {\displaystyle x}», o «{\displaystyle A} contiene {\displaystyle x}».
No obstante lo anterior, los términos «{\displaystyle A} incluye {\displaystyle x}» y «{\displaystyle A} contiene {\displaystyle x}» son ambiguos, porque algunos autores también los usan para referirse a que «{\displaystyle x} es un subconjunto de {\displaystyle A}». El lógico George Boolos es enfático al aclarar que la palabra «contiene» debe usarse solo para pertenencia de elementos, e «incluye» solo para relaciones de subconjuntos.
Sean {\displaystyle x} un elemento y {\displaystyle A,B} conjuntos:
| Relación    | Notación                     | Se lee                                 |
| ----------- | ---------------------------- | -------------------------------------- |
| pertenencia | {\displaystyle x\in A}       | x pertenece a A                        |
| inclusión   | {\displaystyle A\subset B}   | A está contenido en B                  |
|             | {\displaystyle A\subseteq B} | A está contenido en B o es igual que B |
| inclusión   | {\displaystyle A\supset B}   | A contiene a B                         |
|             | {\displaystyle A\supseteq B} | A contiene a B o es igual que B        |

Para la relación {\displaystyle \in }, la relación inversa {\displaystyle \in ^{\mathsf {T}}} puede ser escrita como
{\displaystyle A\ni x}
y significa "{\displaystyle A} tiene a {\displaystyle x} como elemento".
La negación de la relación se denota {\displaystyle \notin }:
{\displaystyle x\notin A}
significa que {\displaystyle x} no es un elemento de {\displaystyle A}.

## Cardinalidad de conjuntos
El número de elementos en un conjunto particular es una propiedad conocida como cardinalidad, que informalmente se conoce como el tamaño de un conjunto. Para los ejemplos anteriores, la cardinalidad del conjunto {\displaystyle A} es 4, mientras que la de {\displaystyle B} y {\displaystyle C} es 3. Un conjunto finito es aquel con un número finito de elementos, mientras que uno infinito, uno con una cantidad infinita de elementos. Los ejemplos de arriba son todos de conjuntos finitos. Un ejemplo de conjunto infinito es el conjunto de los números naturales, {\displaystyle \mathbb {N} =\{1,2,3,4\ldots \}}.

## Ejemplo de como se representa un elemento de conjunto
Usando los conjuntos definidos arriba:
{\displaystyle B=\{1,2,\{3,4\}\}\,}
podemos decir que:
- 2 ∈ B
- {3,4} ∈ B
- ∅ ⊂ B
- { } ⊂ B
- {2} ⊂ B
- {1,2} ⊂ B
- amarillo ∉ B
- 8 ∉ B
- card(B) = 3
- card({3,4}) = 2
- La cardinalidad de D = { 2, 4, 6, 8, 10, 12 } es finita e igual a 6.
- La cardinalidad de P = { 2, 3, 5, 7, 11, 13... } (los números primos) es infinita.
- C={360}

No podemos decir respecto al conjunto B, que:
- 2 ⊂ B    (cuando usamos la inclusión, debemos relacionar subconjuntos y no elementos, por lo tanto deben de tener llaves a excepción del conjunto vacío (∅) )

- 3 ∈ {3,4} (porque la relación debe ser respecto al conjunto B y no a sus elementos)

- B ∈ B     (porque B ⊂ B, no es un elemento de sí mismo)